# Rhinodoras thomersoni
Rhinodoras thomersoni är en fiskart som beskrevs av Donald C.Taphorn och Lilyestrom, 1984. Rhinodoras thomersoni ingår i släktet Rhinodoras och familjen Doradidae. Inga underarter finns listade i Catalogue of Life.